# 符号数
数学、とくに線型代数学における符号数（ふごうすう、英: signature）は固有値の符号（正・負・零）を重複度を込めて数えたものである。

## 概観
実有限次元線型空間上の、計量を与える実二次形式および付随する内積（実対称双線型形式）の符号数 (p, q, r) は、これを適当な基底に関して表示した時に得られる同伴実対称行列あるいはそれと同値な計量テンソルの、固有値の符号が正・負・零であるものがそれぞれ重複度込みで p, q, r 個であることを表す。これはそれぞれ正・負・零な部分空間のうち極大なものの次元と言ってもよい。シルヴェスターの慣性法則によれば、これらの数は基底のとり方に依らない。従って符号数は基底の取り方の違いに依らない計量を分類する。
複素係数の場合は、エルミート二次形式およびエルミート半双線型形式を考えれば、同様の結果を得る。

### 定値性
q = r = 0 のとき計量は正値あるいは正の定符号であるといい、p = r = 0 のとき負値あるいは負の定符号であるという。リーマン計量は定符号であるような計量テンソルである。ローレンツ計量は符号数 (p, 1) または (1, q) を持つものを言う。また、不定符号 (indefinite) あるいは混合型 (mixed) であるとは p, q が何れも非零であるときに言い、退化しているとは r が非零であるときに言う。定符号二次形式の項も参照。

### 非退化の場合
「非退化」（r = 0）な計量に関して、符号数はしばしば（符号 0 に対応する部分を除く）整数の対として (p, q) と書いたり、あるいは符号数 (1, 3) や (3, 1) を固有値の符号列として明示的にそれぞれ (+, −, −, −) や (−, +, +, +) のように書いたりもする。文献によっては p, q の代わりにひとつの数 s ≔ p − q を符号数と呼ぶこともある。暗黙に全体の次元 n = p + q が与えられていると考えればこの s の意味での符号数から、上で述べた意味での符号数 (p, q) は復元できる。例えば, 符号数 s = 1 − 3 = −2 は (+, −, −, −) のことであり、s = 3 − 1 = +2 は (−, +, +, +) のことである。

## 性質

### 符号数と次元の関係
スペクトル論によれば n × n 実対称行列は常に対角化可能であり、したがって（代数重複度を込めて）ちょうど n 個の実固有値を持つから、p + q + r = n を満たす。

### シルヴェスターの慣性法則
シルヴェスターの慣性法則によれば、実対称双線型形式としての内積 g の符号数は基底の取り方に依らない。さらに言えば、計量 g が符号数 (p, q, r) を持つとき、 
- gab = +1 (a = b = 1, …, p),
- gab = −1 (a = b = p + 1, …, p + q),
- gab = 0 (それ以外)

となるような基底が必ずとれる。これにより、等長同型 (V1, g1) → (V2, g2) が存在するための必要十分条件がg1 および g2 の符号数が等しいことであることが従う。同様にして、合同な行列の符号数は互いに等しく、合同を除いた行列の分類ができる。言葉を替えれば、二階共変対称テンソルの空間 S2V∗ への一般線型群 GL(V) の作用に関する軌道上で符号数は一定であり、これらの軌道を分類する。

### 各数の幾何学的解釈
符号数 (p,q,r) に対して、p は対称双線型形式 g がその上で正定値となるような部分線型空間の次元の最大値であり、同様に q は負定値となるような部分線型空間の最大値である。また r は g の根基（付随する対称行列の核空間）の次元である。従って、非退化な計量は符号数 (p, q, 0) を持ち、p + q = n を満たす。この特別の場合として (n, 0, 0) および (0, n, 0) はそれぞれ正定値および負定値の内積に対応し、負号反転によって互いに読み替えることができる。

## 例

### 対称行列の符号数
- n × n 単位行列の符号数は (n, 0, 0)である。
- 対角行列の符号数はその主対角線に並ぶ数の符号（正・負・零）の数を表す。

次の二つの行列
{\displaystyle {\begin{pmatrix}1&0\\0&-1\end{pmatrix}},\quad {\begin{pmatrix}0&1\\1&0\end{pmatrix}}}
はともに符号数 (1, 1, 0) を持つから、シルヴェスターの慣性法則によればこれらは互いに合同である。

### 内積の符号数
数ベクトル空間 Rn の標準内積の符号数は (n, 0, 0) である。実対称双線型形式の意味での内積がこの符号数を持つための必要十分条件は、それが正定符号となることである。
負の定符号内積は符号数 (0, n, 0) を持つ。半負定符号内積は (p, 0, r) (p + r = n) を符号数に持つ。
ミンコフスキー空間は集合としては R4 であり、行列
{\displaystyle {\begin{pmatrix}-1&0&0&0\\0&1&0&0\\0&0&1&0\\0&0&0&1\end{pmatrix}}}
の定める符号数 (3, 1, 0) の内積を持つ。符号を反転して符号数 (1, 3, 0) とすることもある。

## 符号数の計算
行列の符号数の計算法はいくつかある。
- n × n非退化対称行列は、対角化して（あるいは固有値を全て求めて）、正符号と負符号の数を数えればよい。
- 対称行列に対して、固有多項式の根が全て実根ならば、デカルトの符号法則から符号数を決定できる。
- ラグランジュアルゴリズムは直交基底を計算することができるから、合同な対角行列を計算してその符号数を決めればよい。
- ヤコビの判定法によれば、対称行列が正定値となる必要十分条件はその主小行列式が全て正であることである。

## 物理学における符号数
数学においては正定値計量テンソルを備えたリーマン多様体を考えるのが普通である。
理論物理学では時空のモデルとして擬リーマン多様体を用いる。符号数は、時空が（特殊相対論に言う意味で）どのくらい空間的でどのくらい時間的であるかの指標として働く。素粒子物理学での用例では、計量は時間的部分空間上で正定値であり、空間的部分空間上で負定値である。特にミンコフスキー計量
{\displaystyle ds^{2}=c^{2}dt^{2}-dx^{2}-dy^{2}-dz^{2}}
を挙げれば、これは符号数 (1, 3, 0) で、時間方向には正定値、そのほかの三つの空間方向 x, y, z には負定値である。（ここでは s が固有時を直接的にはかるものとして与えているのでこうなるが、符号を逆にする流儀もある。）

## 符号変化
計量が至る所正則ならば、計量は一定である。しかし、適当な超曲面上で計量が退化したり不連続になったりすることを許すならば、その計量の符号数はそれら曲面上で変化し得る。そのような符号変化をもたらす行列は宇宙論や量子重力論に応用を持ち得る。